# 宮村才一郎
宮村 才一郎（みやむら さいいちろう、1893年（明治26年）6月 - 1948年〈昭和23年〉2月8日）は、日本の内務官僚。官選県知事。旧姓・大島。

## 経歴
新潟県、のちの高田市出身。大島久作の二男として生まれ、同年、宮村寅吉の養子となる。第一高等学校を卒業。1918年、東京帝国大学法科大学政治学科を卒業。民間企業に勤めた後、1922年11月、高等試験行政科試験に合格。1923年、内務省に入省し岐阜県属となる。
以後、山梨県西山梨郡長、同北巨摩郡長、地方事務官として山梨県・福岡県各勤務、佐賀県書記官・警察部長、鳥取県書記官・内務部長、岐阜県書記官・総務部長、内務書記官・地方局監査課長、東京府書記官・総務部長などを歴任。
1940年4月9日、奈良県知事に就任。戦時下の対応に尽力。同年11月9日、神祇院教務局長兼造神宮理事に転じた。1942年6月15日、広島県知事に転任。戦災を受けた住民への支援などに尽力。1943年7月1日、内務省国土局長へ転任。同年11月1日、防空総本部施設局長を兼任。1945年4月21日、依願免本官となり退官した。戦後に公職追放となる。